# Xanthosticta
Xanthosticta är ett släkte av insekter. Xanthosticta ingår i familjen hornstritar.
Kladogram enligt Catalogue of Life:
| Xanthosticta | \| \| Xanthosticta biplaga \| \| \| \| \| \| Xanthosticta constipatus \| \| \| \| \| \| Xanthosticta luzonica \| \| \| \| \| \| Xanthosticta pygmaeus \| \| \| \| \| \| Xanthosticta rugosus \| \| \| \| |
|              | \| \| Xanthosticta biplaga \| \| \| \| \| \| Xanthosticta constipatus \| \| \| \| \| \| Xanthosticta luzonica \| \| \| \| \| \| Xanthosticta pygmaeus \| \| \| \| \| \| Xanthosticta rugosus \| \| \| \| |
|              | Xanthosticta biplaga |
|              | |
|              | Xanthosticta constipatus |
|              | |
|              | Xanthosticta luzonica |
|              | |
|              | Xanthosticta pygmaeus |
|              | |
|              | Xanthosticta rugosus |
|              | |